# 氷川神社 (上尾市戸崎)
氷川神社（ひかわじんじゃ）は、埼玉県上尾市の神社。

## 歴史
1033年（長元6年）に創建された。武蔵松山城の城主長沢良房の弟である信勝が当地を開拓し定着した。その際に「氷川神社」と「富士浅間神社」を勧請したのが当社の起源である。その後、当社は戸崎村の鎮守となり、富士浅間神社の方は長沢家の氏神として祀られるようになった。
当社は創建の経緯もあり、長沢家が一貫して管理していたことから、別当寺となる寺はなかった。
1873年（明治6年）、近代社格制度に基づく「村社」に列せられ、昭和初期に社殿が新築されている。

## 交通アクセス
- 路線バス宮原小学校停留所より徒歩19分。